# Fire!!

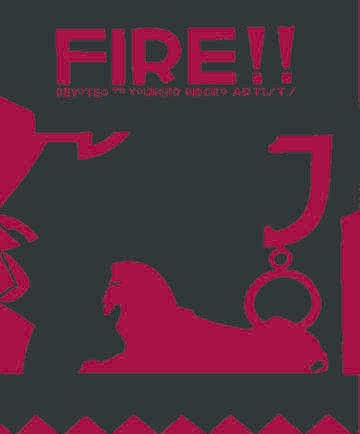
Titelseite des Fire!! Magazins von Aaron Douglas

Fire!! war eine US-amerikanische Literaturzeitschrift der Harlem Renaissance. Als vierteljährlich erscheinendes Heft geplant, erschien es nur in der Ausgabe November 1926. Es wurde im  New Yorker Stadtteil Manhattan vertrieben, wo es die beteiligten Künstler per Hand austrugen. Fire!! war das Sprachrohr der jungen schwarzen Generation. Diese jungen Künstler im Alter zwischen 20 und 31 waren mit den etablierten, älteren Wortführern der Bewegung unzufrieden. Der Originaltitel lautete Fire!! A Quarterly devoted to the younger Negro Artists.

## Entstehung
Ausgangspunkt von Fire!! war die berühmte Künstlerkolonie Nigerati Manor in Harlem. Hier kam man im Sommer 1926 auf die Idee, ein eigenes Künstlermagazin herauszubringen. Zu den Gründungsmitgliedern zählten Wallace Thurman, Zora Neale Hurston, Aaron Douglas, John P. Davis, Richard Bruce Nugent, Gwendolyn Bennett und Langston Hughes. Jeder dieser Autoren sollte mit einem Startkapital von 50 $ für den Druck der ersten Ausgabe beitragen. Die weiteren Ausgaben sollten durch den Erlös sowie durch Spenden finanziert werden. Dieses Magazin sollte laut den Autoren aber folgende Anforderungen erfüllen:
- Das Magazin selbst sollte nicht als Dokumentation von Kunst verstanden werden, sondern ein Kunstwerk selbst darstellen. Dazu wurde viel Wert auf ästhetische Aspekte gelegt, z. B. Qualität des Papieres, Format etc.
- Das Magazin sollte ausschließlich „devoted to the younger Negro artist“ sein, sich also ausschließlich mit „jungen“ Themen wie z. B. Homosexualität beschäftigen. Hughes beschrieb die Intention der jungen Autoren in seinem Aufsatz The Negro Artist and the Racial Mountain, veröffentlicht am 23. Juni 1926 in  The Nation:

We younger Negro artists who create now intend to express our individual dark-skinned selves without fear or shame. If white people are pleased we are glad. If they are not, it doesn't matter. We know we are beautiful. And ugly too. The tom-tom cries and the tom-tom laughs. If colored people are pleased we are glad. If they are not, their displeasure doesn't matter either. We build our temples for tomorrow, strong as we know how, and we stand on top of the mountain, free within ourselves.
- Das Magazin sollte außerdem so angelegt sein, dass es den größtmöglichen Skandal beim weißen und schwarzen Establishment auslöst um einen Medienrummel anzutreiben. Einen Präzedenzfall gab es in der Geschichte der Harlem Renaissance, als Carl van Vechtens Roman Nigger Heaven nach der Veröffentlichung verboten wurde und damit eine blitzschnelle Verbreitung bewirkte. Diesen erhofften Publicity-boost und der damit verbundene höhere Umsatz des Magazins wollten die Macher nutzen, um eine zweite Ausgabe herauszugeben und Sponsoren für ihr Magazin zu werben.

Der Name des Magazins wurde in Anlehnung an ein Spiritual von Langston Hughes gewählt.

## Inhalt
Aaron Douglas stellte die Vorlage für das Titelblatt und drei weitere Zeichnungen bereit.
Richard Bruce Nugent beteiligte sich mit zwei Zeichnungen und der Kurzgeschichte Smoke, Lilies and Jade.
Wallace Thurman war hauptverantwortlicher Herausgeber, von ihm stammte der redaktionelle Kommentar und eine Kurzgeschichte, Cordelia the Crude.
Zora Neale Hurston schrieb das Theaterstück Color Struck und die Kurzgeschichte Sweat.
Gwendolyn Bennett veröffentlichte eine Kurzgeschichte, Wedding Day.
Arthur Huff Fauset steuerte das Essay Intelligentsia bei.
Der Gedichtteil wurde bestritten von
Countee Cullen, Helene Johnson, Edvard Silvera, Waring Cuney, Langston Hughes, Arna Bontemps und Lewis Alexander.
Mit einem Dollar war das 48 Seiten starke Heft viermal so teuer wie andere Magazine der Zeit.

## Bedeutung
Fire!! war das erste Joint Venture von schwarzen Autoren, das ohne das Geld von wohlhabenden weißen Sponsoren zustande kam. Diese Form der Patronage war weit verbreitet, bei den Machern von Fire!! jedoch verpönt. Im Endeffekt waren dann auch die finanziellen Schwierigkeiten des Magazins der Grund, weswegen eine zweite Ausgabe, obwohl angedacht, nicht veröffentlicht werden konnte und die Mitbegründer (insbesondere Thurman) über Jahre hinweg hochverschuldet blieben.
Eine Gruppe der Autoren (unter anderem Thurman und Hughes) schaffte es mit nur einer einzigen Ausgabe, sich als Sprecher einer bis dahin ungehörten Generation junger Autoren zu etablieren. Es muss aber auch gesagt werden, dass die Hauptintention der Autoren nicht erreicht wurde, nämlich das schwarze Establishment derart zu verschrecken, dass es zu einem Skandal kam und die Ausgabe zensiert oder sogar verboten wurde.
Fire!! fand erst wieder in den 1970er/80er Jahren Beachtung, als neue Kultur- und Literaturtheorien entstanden. Es wurde in den 1980er Jahren nachgedruckt.

## Trivia
In seiner Autobiographie The Big Sea beschreibt Langston Hughes, wie hunderte Exemplare des Magazins in einem Kellergeschoss, in dem sie gelagert worden sind, durch ein Feuer vernichtet wurden.